# نویلر
نویلر (به آلمانی: Neuler) یک شهر در آلمان است که در استالبکرایس واقع شده‌است. نویلر ۳٬۱۱۳ نفر جمعیت دارد.